# Старомунасипово
Старомунасипово (баш. Иҫке Монасип) — деревня в Бурзянском районе Республики Башкортостан Российской Федерации. Входит в состав Старомунасиповского сельсовета.

## География

### Географическое положение
Находится на берегу реки Белой.
Расстояние до:
- районного центра (Старосубхангулово): 30 км,
- центра сельсовета (Новомунасипово): 4 км,
- ближайшей железнодорожной станции (Белорецк): 134 км.

## История
До 1986 года являлась административным центром сельсовета.
Указ Президиума Верховного Совета Башкирской АССР от 12.12.1986 г. № 6-2/395 «О перенесении административного центра Старомунасиповского сельсовета Бурзянского района» гласит:

Президиум Верховного Совета Башкирской АССР постановляет:
Перенести административный центр Старомунасиповского сельсовета Бурзянского района из деревни Старомунасипово в деревню Новомунасипово.
Председатель

Президиума Верховного Совета

Башкирской АССР 

Ф. Султанов  

Уфа, 12 декабря 1986 года

№ 6-2/395— http://www.ufa.regionz.ru/index.php?ds=39593

## Население
| 2002 | 2009 | 2010 |
| ---- | ---- | ---- |
| 683  | ↗732 | ↘635 |

Согласно переписи 2002 года, преобладающая национальность — башкиры (99 %).

## Религия
В деревне есть мечеть.

## Известные уроженцы
- Рахмет Идрисович Баймурзин — советский деятель, участник Великой Отечественной войны. Награждён медалью «За боевые заслуги» (1945)[5].